# 林耶凡
林耶凡  （英語：Anastasia Lin；1990年1月1日—）出生於中华人民共和国湖南省，加拿大華人，世界小姐加拿大冠軍、女演員、模特兒、鋼琴演奏家、人權倡導者和法輪功修煉者。

## 簡歷
林耶凡出生於中國湖南省常德市安乡縣，10岁钢琴已过十级，13歲時随从事贸易工作的妈妈宋敏君来到加拿大，並利用鋼琴的特長擔任家教。她的父親林正龙是湖南企業家，母親則是一名前大學教授。
她在溫哥華讀高中，畢業於多倫多大學表演和戲劇系和雙修国际关系双学位，輔修歷史及政治學，定居於多倫多。梦想是想當好莱坞著名演员，19歲出道，參與過20部電影及電視影集，她主演的电影《前生缘》（Beyond Destiny）曾荣获美国加州The Indie Fest电影节优秀奖和2011年墨西哥国际电影节金棕榈奖。並在多部中华人民共和国人权主題的電影中扮演女主角。
曾在加拿大国际贸易部部长办公室实习，并作为加拿大青年代表訪問以色列；也曾作为唯一的亚裔女性代表，于2011年和2012年两度参加了由加拿大外交部聯邦宗教自由辦公室成立的咨询圆桌会议。
她曾以「染紅」形容並自述13歲以前在中國大陸的受教育經驗，因受到中国共产党的宣傳影響，她曾擔任「學生會主席」組織同學接受中國共產黨的宣傳教育，但是在離開中國後才「明白在自由的社會生活是多可貴」、「從小都被洗腦」，並後悔她以前所做的事情，她剛移民加拿大時仍幫中共說好話，但獲悉六四事件、中共打壓宗教（如法輪功、藏傳佛教）等劣行後，她感到震驚並越加瞭解共產黨的面目。
她藉由選美、拍攝電影及電視劇關注中华人民共和国人权，其中兩部主演電影獲得電影節大獎。2015年5月加冕世界小姐加拿大冠軍，在世姐比賽引起強大旋風，原訂代表加拿大赴中國三亞參加世姐全球決賽，但因關注並評論中華人民共和國人權問題，被中華人民共和國政府列為「不受欢迎的人」（persona non grata）而拒發簽證，參賽受阻，美媒《石英》指，在林在香港被拒絕入境海南省的24小時內，全世界的媒體都在報導並討論林對共產黨當局侵犯人權的觀點，「林耶凡」成為谷歌熱搜詞，成為一場巨大媒體風暴，《華盛頓郵報》在11月為此發表兩篇社論，建議「也許2015年世界小姐，可改成磕頭小姐」，並批評中共當局以言論審查阻撓林耶凡入境。

## 人權活動
林耶凡14歲起開始接觸中國人權議題，了解了被中共壓迫的法輪功學員、流亡的西藏人及維吾爾人，透過教他們的孩子學鋼琴，聆聽受害者講述受迫害經歷。16歲受到從事人權工作的伊朗裔前加拿大世界小姐鼓勵，動念參加選美，19歲起投入拍攝人權議題影視劇。

### 加拿大政府人權工作
2012年加拿大政府計畫籌組加拿大聯邦宗教自由辦公室關注他國人權情況；加國外交部的圓桌諮詢會議邀請11位代表，包括牧師、喇嘛、穆斯林、印度教領袖等人，唯一未滿50歲的是22歲的林耶凡。

### 美國國會聽證
2015年7月23日，美國國會召開中國人權聽證會，林耶凡出席作證，關於法輪功學員等良心犯在中國大陸被當局強制摘取器官的情形。林耶凡曾合作的電影製作人因製作關於中共強摘器官的影片，在大陸的家人遭中共安全部門持續威脅。

### 中華民國聽證
加拿大世界小姐林耶凡首度訪問臺灣，2015年9月8日在中華民國立法院出席臺灣關懷中國人權聯盟主辦的「崩潰中的中共加緊迫害在中國的宗教及維權人士」聽證會，與會者包括民進黨、國民黨立法委員及中國維權人士、臺灣政府及民間代表。她在會中呼籲臺灣政府庇護中國大陸政治難民。

### 聯合國人權理事會上發言
2017年06月19日，林耶凡受國際組織「聯合國觀察」邀請，在瑞士日內瓦萬國宮的聯合國人權理事會上發言，呼籲營救被中國關押的加拿大籍法輪功學員孫茜。當時在場的中國代表試圖阻止她發言，但因為行動太慢，林耶凡已經發言完畢。等到半個小時後，中國代表才用謊言進行回應，被指是自打耳光。

### 牛津辯論會控訴中共對世界的危害
2020年2月初，林耶凡在牛津大學辯論社（Oxford Union）發表演說，她沉重控訴中共一黨專政對世界及她的家人造成危害，並警告中共在各種層面正逐漸影響西方民主開放的價值觀，演講結束前，她讓所有與會者思考，「如果中共政府不尊重自己的公民，為什麼在西方的我們能期待得到不同的待遇呢？」

### 投書《華爾街日報》譴責北京舉辦冬奧會
2022年2月3日，林耶凡投書《華爾街日報》說，北京冬奧會加劇了中國壓迫、監禁和折磨反對共產黨的人。她認為在北京舉辦奧運會並不意味著世界接受了中國。它意味著世界接受了共產黨，接受了一個通過監禁和折磨那些敢於說話的人，讓中國人民保持沉默的黨。

## 選美
林耶凡16歲時在人權活動上遇見獲得加拿大世界小姐冠軍的伊朗裔人權活動家，對方鼓勵林可善用選美平台。林耶凡的選美競選理念，是傳揚「加拿大的自由和民主價值觀」為弱勢發聲，「每個人都有一個非常純、非常美的自我。當我們能發現自己的美好時，別人也會看得到。我要用自己心中的燈去點亮別人心中的燈，把那些還在黑暗中的人的心點亮，把黑暗驅逐。」
作為一個加拿大人，我有自由不受威脅的發表言論，有自由選擇自己信仰，有自由支持自己心中的正義，有自由反對自己看到的不公，有自由選擇誰來管理我們的國家。為了自己和全人類的福祉，我將承諾捍衛這種珍貴的自由。
 — 林耶凡2013年世姐選美發言， 引自加拿大前總理約翰．喬治．迪芬貝克

### 促成世姐賽取消泳裝項目
林耶凡2013年參加加拿大世界小姐比赛，在五個項目中，她拒絕參加泳裝項目，该项目没有分数而嚴重影響總成績，僅獲季军。林解釋，她在很多人权电影扮演過受害者角色，許多被關押在中國勞教所的女性受过性侵犯，她為受害者發言、而受害者也關注並支持她，她不希望穿泳裝引发受害者的创伤记忆。
不過，林的選擇，也促使世界小姐大賽2015年起取消比基尼泳裝比賽項目。組委會方面表示，世姐注重文化及內涵，女性著內衣出席選美展示，對女性尊重不足，也誤導選美理念。林耶凡認為，這是歷史性突破，提高了賽事的檔次；讓世界各地各種風俗及信仰、包括傳統家庭出身的女性都能參賽，以展示其獨特風格。

### 加拿大世姐冠軍
2015年5月，林耶凡加冕加拿大世姐冠軍，家鄉湖南省媒體廣泛報道，中國官媒或黨媒中新網、人民網等也轉載，常德晚报指這名常德安乡妹子「用努力和實力在異國贏得了尊重和肯定」。
但不過在幾天後，中國大陸網路上相關報道全遭封鎖，她定居中國經商的父親也開始受到公安人員威脅。林父不得不要求林耶凡停止人權活動，否則將斷絕和女兒聯繫。不過，林耶凡仍堅持選美的人權承諾，她出席美國國會聽證會，發言作證中华人民共和国人权問題。林耶凡說，她為父親的要求而心碎，但她認為保持緘默無法保護父親，「他在國際目光關注下，比在中共的庇護安全」。
德媒《明鏡》2015年11月報導〈當選美與人權相遇：使命之美小姐〉說，林在世界小姐比賽上引起強大旋風；林在比賽中將人權作為她的核心元素，並承諾她將利用每一個機會提高公眾對人權議題的瞭解。
記者詢問林耶凡，選美過程有哪些言論觸怒中國政府？林認為，是她對評審兩個問題的答覆。
1. 「誰改變過、影響了妳的人生？」林耶凡答：「是那些受迫害的人，雖然他們親身受過很多不公，但是即使在受到這些委屈之後，他們還是以非常光明正面的態度面對世界、面對他們所受到的挫折，沒有把他們變成消極的人，非常難得，從他們身上看到堅韌，可以說是中國、中華民族那種大無畏的氣概，而且很長時間沒有看到過，這以前是古書中讀到過。」
2. 「想用選美這平台做什麼事？」林耶凡答：「一個人的思想、信念、理念和原則，可以說是一個人最重要的一部份，因為這是我們是誰的一個組成，當一個國家、一個政府、一個政權，想要把人可以思想的權利，從人的身上帶走，可以說是對人性的一種侵犯、污辱，所以我希望能用自己的這個平台減少這樣的損失。」[19]

### 世姐全球決賽，北京當局拒發簽證
加拿大世界小姐组委会主席伊凯·拉吉(Ike Lalji)表示「有些人不尊重多元化和多样性」，他對中国政府强硬态度失望。他为林耶凡熱情投入人权而骄傲，因為他努力引导参赛者抛弃空洞的陈词滥调、展现人道精神，「我们希望给年轻女性赋予力量，让她们更有行动力、更强大，而不是选出一个只会到处挥手的选美皇后。」
美國的中國政治經濟專家裴敏欣表示「中國領導人很清楚現實，他知道世界都巴望著中國那本厚厚的支票簿，」「他們現在對付林耶凡就是一種殺雞儆猴。」但林拒絕當被殺的雞。

#### 香港國際記者會(11月27日)
林耶凡11月底仍飛赴香港，預計持加拿大護照「在中國享落地簽證待遇」轉機入境中國海南省參賽，但卻被拒絕登機，且海南省當局亦未說明具體原因。林耶凡被迫滯留香港，11月27日召開國際記者會。在24小時內，全世界的媒體都在報導並討論林對中共侵犯人權的觀點，「林耶凡」成為谷歌熱搜詞，成為一場巨大媒體風暴。
CNN主播越洋連線專訪林耶凡，林表示「不能讓這類事件一再發生，任中共當局藉由威脅拒絕簽證，以讓新聞媒體、學術界屈服。」林說自己是唯一沒收到中國主辦方邀請函的參賽者，「中共當局開始對選美比賽政治審查，是多麼可悲」，但她不會改變信念。
林耶凡說「壓制選美皇后的言論，審查新聞記者，折磨宗教人士──這不是力量的象徵，這顯示出深刻的脆弱和不安全感。」，並質疑當局作法，將會給未來的包括冬季奧運會等國際活動開了不好的先例 ，並再度聲援仍遭迫害的「中國十佳律師」高智晟。她呼籲媒體及公眾「問問『中共當局』打算為未來的國際事件開甚麼樣的先例。問他們，如果他們持有的觀點與共產黨有異，是否也將剔出2022年冬奧會的運動員？如果運動員是 藏族和維吾爾族人，並主張這些人民擁有人權，他們能不能參加奧運會比賽？如果他們修煉法輪功，或者，如果他們支持中國的民主？」
中共當局後來承認將林耶凡列為「不受歡迎人物」。林耶凡向媒體表示：「当我得知自己被列为‘不受欢迎的人’（persona non grata）时，我不得不去维基百科上查了一下.....起初我很愤怒，但后来意识到，我加入了布拉德·皮特和克里斯汀·贝尔等明星的行列。我现在觉得这是一种荣誉的象征。」

#### 媒體評論
《華盛頓郵報》11月7日、11月30日兩度對此發表社論。11月7日社論指「也許2015年世界小姐，可改成磕頭小姐」，中國政府顯然藉此報復林耶凡在加拿大加冕時談論中华人民共和国人权，而在此前從未發生過世界決賽所在國拒發簽證的個案。中華人民共和國駐外使館相關的社區領導人停止邀請林參加社區活動，即便受邀參加部分活動，林也遭到中共人員監視，這意味着「中共越加囂張地在其國界外延伸其審查和打壓」；華郵也提醒，外國學者的言論若與中共觀點不同、或部分媒體記者，都可能不被允許入境中國。當華郵記者向倫敦總部選美官員提問簽證問題、保障佳麗的參賽尊嚴時，卻得到膽怯的回覆；華郵指出，隨着中共的欺凌加劇，這變得越來越普遍。11月30日發表題為〈加拿大世界小姐傳奇，揭開了中國的脆弱政權〉，指出這反映「中國共產黨統治者的不安」，當局不敢讓25歲的世界小姐選手入境，而且為了阻撓入境而詆毀、貶低林耶凡。《華郵》認為，中共當局感到「任何不聽它話的人」都是威脅，當局一面說要市場改革，另一面卻加緊箝制公民社會、互聯網、媒體、教堂或任何挑戰共產黨者。短期來說，這傷害了像林耶凡這樣的人及越來越多遭投進監獄的中國國內批評者；長期來說，它只會傷害中共自己，這政權變得越來越脆弱、孤立和恐懼。
加拿大《環球郵報》報導說，世界小姐比賽座右銘是「使命之美Beauty with Purpose」，為人權發聲在世姐歷史上不乏先例，一名伊朗裔加拿大選手曾在選美活動中抨擊她祖國的政權所做的人權侵犯；林耶凡則是將選美和政治人權的結合帶到新的高度，她的行動達到了象徵性高峰。
中國《環球時報》則發表評論質疑林耶凡的背景，認為「這個90後的姑娘現在已成為了反華勢力的又一個工具，...在她個人的網站上，她數次為藏獨、疆獨、法輪功這三股主要境外敵對勢力站台。」該報还声称林耶凡背後有「一些人」試著把「無關政治的活動」變成「反華勢力噁心中國的舞台」。

## 主要演藝作品
主修戲劇的林耶凡，曾演出20多部影視。首部電影反映2008年汶川地震中數萬名中小學生被豆腐渣工程害死的故事。
她主演的《前生緣》曾獲兩項國際電影節大獎。

### 電影
| 年份 | 片名                       | 角色                 | 備註                                                                                    |
| ---- | -------------------------- | -------------------- | --------------------------------------------------------------------------------------- |
| 2010 | 《前生緣 Beyond Destiny》  | Lily                 | IMDB （页面存档备份，存于）                                                             |
| 2011 | 《機緣 Destined》          | Qianqian Cui         | IMDB （页面存档备份，存于）、線上影片 （页面存档备份，存于）                            |
| 2012 | 《Piano Teacher》          | Zi Xi                |                                                                                         |
| 2015 | 《紅蓮 The Red Lotus》     | Lian                 |                                                                                         |
| 2016 | 《血刃 The Bleeding Edge》 | Jing                 | IMDB （页面存档备份，存于）、預告片 （页面存档备份，存于）、專頁 （页面存档备份，存于） |
| 2022 | 《沉默呼聲 Unsilenced》    | 徐敏（丹尼爾的助理） |                                                                                         |

### 電視
| 年份                | 劇名                                                    | 角色   | 備註 |
| ------------------- | ------------------------------------------------------- | ------ | --- |
| 2014 2016 2017 2018 | 《大褲衩 Big Shorts TV》 第一季、第二季、第三季、第四季 | 呂丹丹 | 官網 （页面存档备份，存于），以中國中央電視台節目組為背景、結合時事的黑色幽默諷刺喜劇，如中國版《紙牌屋》風格。 |

## 外部連結
- 網路請願：讓林耶凡入境中國代表加拿大參加2015世界小姐決賽 （页面存档备份，存于）
- 林耶凡個人網站 （页面存档备份，存于）、林耶凡臉書、世界小姐官網-林耶凡簡介 （页面存档备份，存于）
- 林耶凡Youtube （页面存档备份，存于）、林耶凡@IMDB
- 【特稿】加拿大世界小姐遭中共拒絕參賽原因 （页面存档备份，存于）
- 加拿大「世界小姐」冠軍林耶凡的人權見證-臺灣中央廣播電台專訪
- 獲加拿大世界小姐冠軍 林耶凡的喜與悲 （页面存档备份，存于）

### 影音
- 2015年美國國會聽證會上發言 （页面存档备份，存于）
- 2015年於美國國家新聞俱樂部演講 （页面存档备份，存于）
- 2016年於奧斯陸自由論壇演講 （页面存档备份，存于）
- 2016年日內瓦人權峰會演講 （页面存档备份，存于）
- 2019年澳洲獨立研究中心演講 （页面存档备份，存于）
- 2019年英國牛津大學辯論社發言 （页面存档备份，存于）